# Warmtebedrijf Rotterdam
Het Warmtebedrijf Rotterdam is in 2006 op initiatief van de gemeente Rotterdam opgericht om restwarmte uit het Rotterdamse havengebied in te zetten voor stadsverwarming en in de industrie. De gemeente Rotterdam is grootaandeelhouder. Door onbenutte warmte die vrijkomt bij industriële processen in het havengebied in te zetten voor het verwarmen van woningen of voor warmte-vragende bedrijven, neemt de vraag naar fossiele brandstoffen af en wordt de energie-efficiëntie verhoogd.
Eind 2019 worden ongeveer 60.000 huishoudens verwarmd door Warmtebedrijf Rotterdam. Omdat dit minder is dan verwacht, lijdt het bedrijf verlies. Dankzij periodieke kapitaalinjecties van de gemeente Rotterdam wordt een faillissement afgehouden, de gemeente heeft in juli 2019 al meer dan € 200 miljoen in het bedrijf gestoken (kapitaal en bankgaranties). In november 2019 besluit de Rotterdamse gemeenteraad een raadsenquête in te stellen naar de problemen bij Warmtebedrijf Rotterdam, in september 2020 kwam het definitieve rapport uit.

## Organisatie
Het Warmtebedrijf Rotterdam bestaat sinds 2009 uit twee bedrijven: Warmtebedrijf Infra N.V. en Warmtebedrijf Exploitatie N.V. Deze zijn in 2017 als dochtervennootschappen ondergebracht bij Warmtebedrijf Holding B.V., waarvan de gemeente Rotterdam 97% van de aandelen bezit. Warmtebedrijf Infra is verantwoordelijk voor de infrastructuur (aanleg en onderhoud warmtetransportnetwerk) en Warmtebedrijf Exploitatie zorgt voor de inkoop, levering en optimale inzet van de havenwarmte.
Sinds oktober 2010 is Co Hamers directeur van Warmtebedrijf Rotterdam. Voormalig Leefbaar Rotterdam-raadslid Gerben Vreugdenhil is per 24 februari 2020 financieel-directeur. Het bedrijf heeft in 2017 14 medewerkers.

## Leidingen en bronnen
De warmte die begin 2020 door het Warmtebedrijf Rotterdam wordt ingekocht is afkomstig van de afvalverbrandingsinstallatie Rozenburg van afvalverwerker AVR. In september 2018 wordt aangekondigd dat het Warmtebedrijf ook restwarmte van olieraffinaderij Shell Pernis gaat leveren aan 16.000 Rotterdamse huishoudens, in samenwerking met het Havenbedrijf Rotterdam en lokale warmtedistributeurs.
De bij deze industrieën vrijkomende restwarmte wordt middels verwarmd water naar de afnemers vervoerd. Dit gebeurt door middel van een aanvoer- en een retourleiding in een gesloten systeem, met een diameter van 400 of 500 millimeter. De stalen leidingen zijn voorzien van isolatie en een kunststof-omhulsel. De warmte van het aangevoerde water ligt tussen de 98 en 120 graden Celsius, bij het water dat wordt teruggevoerd is dit tussen 50-70 graden. De thermische capaciteit van het netwerk is 105 MWth en het volume is 1.500.000 GJ.
Voor de levering vanaf de afvalverbrandingsinstallatie Rozenburg heeft het Warmtebedrijf de warmteleiding 'De Nieuwe Warmte Weg' aangelegd. Deze leiding van 26 kilometer lang loopt vanaf Rozenburg langs de A15, onder de Oude Maas door en via Hoogvliet en het Waal-Eemhavengebied naar Rotterdam-Zuid, waar hij zich in twee richtingen splitst. Onderweg zorgen verschillende pompen voor het behouden van de druk op de leiding. Het Havenbedrijf Rotterdam werkt aan de aanleg van een leiding naar Shell Pernis. In april 2016 worden de plannen voor de 'Leiding over Oost' aangekondigd, die tussen Rotterdam en Leiden zal lopen.
De afnemers van het Warmtebedrijf zijn energiebedrijven Vattenfall en Eneco, die in bepaalde delen van Rotterdam of Leiden stadswarmte leveren aan eindverbruikers.

## Achtergrond
In december 2005 kondigt Rotterdamse wethouder Wim van Sluis (Haven, Economie, Milieu en Werkgelegenheid, Leefbaar Rotterdam) aan dat Rotterdam een eigen warmtebedrijf zal oprichten. Met het Warmtebedrijf Rotterdam verwacht men in potentie 300.000 tot 500.000 woningen te kunnen verwarmen met warmte die onbenut wordt geloosd met koelwater of in de lucht door de industrie in de Rotterdamse haven. Door deze efficiëntere benutting van energie kan het gebruik van fossiele brandstoffen worden teruggedrongen, wat naast economische voordelen een positief effect heeft op de luchtkwaliteit en het klimaat. De geschatte kosten voor het project bedragen destijds € 27 miljoen.

### Restwarmte afvalverbranding AVR
De olieraffinaderij Shell Pernis zou als eerste restwarmte gaan leveren aan het warmtebedrijf, maar de kosten voor de benodigde installaties blijken hoger uit te vallen dan verwacht. Omdat er niet overeen gekomen kan worden wie deze extra kosten gaat dragen, wordt het project noodgedwongen afgeblazen. Het Warmtebedrijf Rotterdam heeft op dat moment al meer dan € 20 miljoen uitgegeven aan het project. In september 2018 krijgt restwarmtelevering door Shell in een nieuw project weer doorgang.
Carl Berg, tussen 2003 en 2008 directeur Middelen en Control bij de gemeente Rotterdam, zet een plan op om restwarmte van Afvalverwerking Rijnmond (AVR) in te kopen, in plaats van de raffinaderij van Shell. In 2006 is dit afvalverwerkingsbedrijf door de gemeente Rotterdam verkocht aan buitenlandse investeerders met daarbij enkele afgegeven garanties. Door een conflict over mogelijke schending van deze clausules dreigt destijds een miljoenenclaim voor de gemeente Rotterdam. Door een nieuw verbeterd contract voor afvalverwerking af te sluiten met AVR, met daarin ook afspraken over de afname van restwarmte, is het de bedoeling zowel het conflict met AVR als het gebrek aan restwarmte voor het warmtebedrijf op te lossen. Op 18 juni 2009 laat het college van burgemeesters en wethouders weten dat de nieuwe afspraken rond zijn. Met het nieuwe contract verplicht het Warmtebedrijf Rotterdam zich om tot 30 september 2044 voor een bepaalde prijs een vaste hoeveelheid restwarmte in te kopen bij AVR, het is aan het warmtebedrijf om hier afnemers voor te vinden.
Kort na deze overeenkomst sluit AVR een afvalverbrandingslocatie in Rotterdam, zodat de restwarmte bij een andere AVR-locatie in Rozenburg afgenomen moet worden. Omdat deze locatie verder weg ligt, betekent dit € 40 miljoen aan extra aanlegkosten voor de benodigde infrastructuur. Ondanks veronderstelde afspraken over compensatie door AVR, worden deze kosten uiteindelijk geheel door het Warmtebedrijf gefinancierd. Op 18 november 2010 worden de plannen voor de 26 kilometer lange warmteleiding 'De Nieuwe Warmte Weg' langs de zuidoever van de Maas gepresenteerd, waarna de aanleg begint en in 2015 wordt voltooid.
De hoeveelheid restwarmte die Warmtebedrijf Rotterdam inkoopt bij AVR is veel groter dan op dat moment bij het Warmtebedrijf wordt afgenomen. Onderhandelingen met Eneco in 2011 over een tweede warmteleiding naar de noordkant van de Maas, om meer afzet te creëren, mislukken door onenigheid over de verdeling van de kosten. Deze warmteleiding wordt later alsnog door Eneco zelf gerealiseerd, zonder betrekking van het Warmtebedrijf. In 2015 is de warmteleiding van Warmtebedrijf Rotterdam gereed en begint de eerste levering van warmte. In het eerste operationele jaar maakt het bedrijf € 14 miljoen verlies, op een omzet van € 10 miljoen. Dit wordt veroorzaakt door het gebrek aan afzetmogelijkheden van de ingekochte warmte bij AVR en hoog opgelopen schulden. In 2014 verstrekt de gemeente een noodkrediet van € 12 miljoen om het Warmtebedrijf overeind te houden, nadat het in 2011 al een garantstelling gaf voor € 104 miljoen.

### Leiding over Oost
Op 5 april 2016 wordt de aanleg van een nieuwe warmteleiding aangekondigd: de 'Leiding over Oost'. Deze 43 kilometer lange warmtetransportleiding zal vanaf het Maasstad Ziekenhuis in Rotterdam, via Zoetermeer naar Leiden lopen. De aanleiding voor dit nieuwe project is de zoektocht naar meer afzetmogelijkheden voor de restwarmte, die contractueel verplicht wordt afgenomen bij de afvalverbrandingsinstallatie in Rozenburg van AVR. Het gebrek aan afnemers zorgt voor jaarlijkse verliezen bij Warmtebedrijf Rotterdam (€ 17.000 per dag in 2019).
De Leiding over Oost is onderdeel van een herstelplan voor het Warmtebedrijf Rotterdam. Onder dit plan wordt ook € 26,5 miljoen extra kapitaal in het Warmtebedrijf gestoken door de gemeente, en wordt op 25 september 2018 alsnog warmtelevering met behulp van Shell Pernis aangekondigd. Warmtebedrijf Rotterdam zal de restwarmte van Shell leveren aan lokale warmtedistributeurs voor 16.000 Rotterdamse huishoudens.
Nuon (nu Vattenfall) levert stadswarmte aan 13.000 woningen en 200 bedrijven in Leiden, waarvoor het restwarmte gebruikt van een lokale STEG-centrale ('De Lichtfabriek') van Uniper. Het contract met Uniper zou per 1 januari 2020 aflopen, zodat er een opening is voor onderhandelingen met een nieuwe aanbieder. Onder andere Carl Berg (tussen 2012-2017 directeur bijzondere opdrachten bij de gemeente Rotterdam) en Adriaan Visser (D66, wethouder Financiën, Organisatie, Haven, Binnenstad en Sport tussen 2014-2018) zien hierin een mogelijkheid om meer restwarmte kwijt te kunnen, om zo het warmtebedrijf winstgevend te maken.
Omdat het geplande tracé van de Leiding over Oost door een groot deel van oostelijk Zuid-Holland loopt, raakt ook het bestuur van de provincie bij het project betrokken. Vanwege het Klimaatakkoord van Parijs en de geplande stopzetting van de aardgaswinning in Groningen (door de aardbevingsproblematiek), zoekt de provincie Zuid-Holland naar mogelijkheden om het energieverbruik in de provincie te verduurzamen. Er worden plannen gemaakt voor een 'Warmterotonde', een stelsel van warmteleidingen die restwarmte uit de provinciale industrie verbindt met verschillende steden en glastuinbouwgebieden. De Leiding over Oost kan hier een onderdeel van uitmaken. Han Weber (D66, tussen 2011-2019 gedeputeerde van de provincie Zuid-Holland, met o.a. Energie in zijn portefeuille) treedt namens de provincie Zuid-Holland op.
Voor het project wordt € 200 miljoen vrijgemaakt, te betalen door de gemeente Rotterdam en de provincie Zuid-Holland. Zuid-Holland opereert hierbij via het Warmteparticipatiefonds, dit investeringsfonds is gericht op de ontwikkeling van een warmtemarkt in Zuid-Holland en wordt gefinancierd door de provincie. De gemeente Rotterdam zal € 118 miljoen ter beschikking stellen, terwijl de Provincie Zuid-Holland € 137,5 miljoen zal storten in het Warmteparticipatiefonds (waarvan een groot deel bestemd is voor de Leiding over Oost). Er wordt in oktober 2017 overeengekomen dat het Warmtebedrijf Rotterdam vanaf 1 januari 2020 voor een periode van 30 jaar warmte zal leveren aan Nuon/Vattenfall in Leiden. Volgens NRC Handelsblad wordt tijdens de onderhandelingen in een geheim document met Nuon afgesproken dat de gemeente Rotterdam en de provincie Zuid-Holland aansprakelijk zijn als de warmtelevering in Leiden niet per 1 januari 2020 zou kunnen starten.
Door verschillende problemen wordt duidelijk dat de warmtelevering niet op 1 januari 2020 kan starten. Het Warmteparticipatiefonds, dat onafhankelijk van het provinciaal bestuur mag besluiten over het eigen vermogen, wil het benodigde geld niet vrijgeven voordat bepaalde vergunningen zijn verkregen. Het Warmtebedrijf Rotterdam rekende er juist op dat men gedurende de aanleg deze vergunningen zou regelen, omdat dit ook zo is gedaan bij de aanleg van 'De Nieuwe Warmte Weg' bij Rotterdam. In maart 2019 worden de Rotterdamse gemeenteraad en de provinciale staten van Zuid-Holland ingelicht over de opgelopen vertraging van minimaal 2 jaar. Dit gebeurt kort nadat in februari de gemeenteraad akkoord ging met de investering van € 118 miljoen in het project.
Door de vertraging dreigt het Leidse warmtenet zonder warmtebron te komen zitten. De enige overgebleven optie is een nieuwe overeenkomst met Uniper voor verlenging van de afname van restwarmte bij de STEG-centrale. Na de zomer van 2019 begint de tijd te dringen, zodat de gemeente Leiden brandbrieven verstuurt aan Vattenfall, minister Wiebes van Economische Zaken en Klimaat en de Autoriteit Consument en Markt. Er wordt gedreigd met juridische stappen als de warmtelevering aan 13.000 woningen en 200 bedrijven niet bijtijds wordt veilig gesteld. Kort hierna worden door Vattenfall de benodigde garanties afgegeven waarmee Uniper haar energiecentrale kan voorbereiden op verlenging van de restwarmtelevering. Mogelijk worden de kosten voor dit nieuwe contract op het Warmtebedrijf Rotterdam verhaald, wegens de eerder genomen financiële verantwoordelijkheid voor de levering vanaf 1 januari 2020.
Eind 2020 maken zowel de gemeente Rotterdam als de provincie Zuid-Holland bekend van de Leiding over Oost af te zien, omdat hier geen maatschappelijke of economische grond meer voor is. Het project WarmtelinQ van staatsbedrijf Gasunie, bestaande uit een warmteleiding tussen Rotterdam en Den Haag, kan ook uitgebreid worden met een aftakking naar Leiden. Dit is financieel een aantrekkelijkere optie, maar het is begin december 2020 nog niet zeker of alle betrokken partijen akkoord gaan.

### Kritiek en raadsenquête
Wegens de aanhoudende verliezen en mislukte of vertraagde projecten is er vanuit de politiek steeds meer kritiek op het Warmtebedrijf Rotterdam ontstaan. Bovendien zou er onvoldoende politieke controle op bepaalde beslissingen zijn geweest, omdat veel informatie geheim werd verklaard.
De Rekenkamer Rotterdam publiceert op 6 februari 2019 een rapport waarin met klem wordt afgeraden om de Leiding over Oost te realiseren. Er zouden onverantwoorde financiële risico's worden genomen, een onafhankelijke beoordeling van het plan ontbreekt en men zit te veel vast aan de afspraken met Nuon/Vattenfall. Ondanks dit kritische rapport wordt een dag later toch door de Rotterdamse gemeenteraad ingestemd met doorzetting van financiering van het project.
Op 30 september 2019 volgt een tweede rapport van de Rekenkamer Rotterdam: 'Leiding zonder warmte'. In dit rapport wordt ingegaan op de huidige problemen bij het Warmtebedrijf Rotterdam rondom de Leiding over Oost en de wijze waarop het Rotterdamse college invulling geeft aan het aansturen van het Warmtebedrijf. Er wordt geconcludeerd dat de risico's die zijn genomen bij het Warmtebedrijf onaanvaardbaar zijn, de gemeenteraad is onvoldoende over deze risico's geïnformeerd en de financiële schade kan oplopen tot honderden miljoenen euro's.
Op 12 november 2019 wordt in de Rotterdamse gemeenteraad besloten tot het instellen van een raadsenquête. Tijdens deze enquête wordt teruggekeken tot aan de oprichting van het Warmtebedrijf Rotterdam, en worden voorname (oud-)betrokken onder ede gehoord. In januari 2020 is de enquêtecommissie aangesteld. Op 17 september 2020 werd het eindrapport uitgebracht. In het rapport wordt geconcludeerd dat er sprake is geweest van een stapeling van risico's, door o.a. voor WBR zeer onvoordelige contracten met afnemers en leveranciers en slechte prijsindexaties. In pogingen dit op te lossen werden overhaast nieuwe onvoordelige verplichtingen aangegaan. De situatie bij WBR was uit bestuurlijk oogpunt onoverzichtelijk. Als rechtsvorm zou het alleen een gemeentelijke deelneming moeten zijn met een zekere onafhankelijkheid, maar vanwege de ontstane grote financiële belangen bij de gemeente Rotterdam was er een hoge mate van betrokkenheid vanuit de gemeente. Deze situatie leidde ertoe dat efficiënt bestuur vanuit beide kanten werd bemoeilijkt. Daarnaast werden de situatie te complex en de financiële belangen te groot om met het kleine beschikbare team adequaat te kunnen regelen, wat leidde tot hoge werkdruk en onzorgvuldigheden. Tot slot heeft de informatievoorziening richting de gemeenteraad meestal zeer tekortgeschoten, waardoor verantwoorde besluitvorming werd bemoeilijkt.
Sinds de oprichting heeft de gemeente Rotterdam halverwege 2019 € 73,5 miljoen in het Warmtebedrijf gestoken, en staat het garant voor € 104 miljoen. In december 2019 wordt opnieuw € 15 miljoen door de gemeente geïnvesteerd. Door onduidelijkheid over doorzetting van de Leiding over Oost na de mislukte aanbesteding en nieuwe concurrentie van een andere provinciale warmteleiding (Leiding door het Midden), is het voortbestaan van het Warmtebedrijf onzeker. Bij een faillissement vreest de gemeente echter financiële schade van honderden miljoenen. Een beslissing over de toekomst van het Warmtebedrijf is uitgesteld tot na de uitkomsten van de raadsenquête.
Op 14 oktober 2020 werd in Provinciale Staten van Zuid-Holland een motie ingediend om een statenonderzoek (enquête) op te starten naar het gevoerde provinciale bestuur bij het warmtedossier en de samenwerking die de Provincie Zuid-Holland aanging met de gemeente Rotterdam en het Warmtebedrijf Rotterdam. Dit voorstel kreeg steun van de voltallige oppositie, maar de coalitiepartijen stemden tegen.

### WarmtelinQ+
Eind 2020, na het mislukken van het project Leiding over Oost, bevindt het Warmtebedrijf Rotterdam zich nog steeds in een verlieslatende situatie met nadelige inkoop- en leveringsverplichtingen. In Rotterdam moet het bedrijf meer restwarmte inkopen dan het kan afzetten, en in Leiden heeft men zich verplicht restwarmte te leveren, terwijl er geen leidingen zijn aangelegd waarmee die warmte naar Leiden vervoerd kan worden. Er wordt een plan gevormd om aan te sluiten bij het project WarmtelinQ. Dit project van staatsbedrijf Gasunie betreft de aanleg van een warmtetransportleiding tussen de Rotterdamse haven en Den Haag. Met een verlenging van deze leiding tussen Den Haag en Leiden ('WarmtelinQ+'), zou Warmtebedrijf Rotterdam alsnog een route hebben waarmee het aan de leveringsverplichtingen in Leiden kan voldoen en waarmee het de overtollig ingekochte restwarmte kwijt kan.
De nieuwe financiële verplichtingen die hiermee gepaard zouden gaan worden, mede gezien de ongelukkige voorgeschiedenis van het bedrijf, uiteindelijk als te risicovol beschouwd. Op 5 oktober 2021 besluit het college van Burgemeester en Wethouders van Rotterdam hierom niet deel te nemen aan WarmtelinQ. Het gevolg van dit besluit voor de toekomst van het Warmtebedrijf Rotterdam is ten tijde van dit besluit nog niet duidelijk.